# Syzygium phaeophyllum
Syzygium phaeophyllum ist eine extrem seltene und kaum erforschte Pflanzenart aus der Familie der  Myrtengewächse (Myrtaceae). Sie ist auf der Fidschi-Insel Taveuni endemisch und nur von zwei Aufsammlungen aus den Jahren 1933 und 1934 bekannt.

## Merkmale
Syzygium phaeophyllum ist ein Baum mit glatter Rinde, der eine Wuchshöhe von 6 m erreicht. Die steifen, stielrunden Zweige sind bräunlich. Die abgeflachten Blattstiele sind 6 bis 10 mm lang. Die elliptischen, ledrigen Laubblätter sind 6 bis 8 cm lang und 2,5 bis 4 cm breit. Am Blattgrund sind sie leicht verschmälert, an der Spitze zugespitzt. Die schlank verschmälerte Blattspitze ist ungefähr 1 cm lang und leicht zugespitzt. Die Blattspreite ist ganzrandig und an den Rändern nahezu eingerollt. Die Rippe ist oberhalb leicht gefurcht und unterhalb hervorstehend. Auf jeder Seite befinden sich sieben Sekundäradern, die sowohl auf der Blattoberfläche als auch auf der Blattunterfläche hervorstehen und in einer unregelmäßigen Ader 2 bis 4 mm innerhalb des Randes zusammenlaufen. Häufig verläuft parallel dazu eine zweite Sammelader. Die 5 bis 9 cm langen, endständigen Blütenstände sind rispenartig zusammengesetzt und vielblütig. Die Seitenzweige sind etwas abgeflacht, die Vorblätter vorzeitig abfallend. Die Blüten sind häufig in zwei oder drei endständigen Trauben angeordnet. Sie sind stiellos oder sehr kurzstielig. Der ledrige, becherförmige, aufgerichtete  Blütenkelch ist 3 bis 4 mm lang und hat einen Durchmesser von 3 bis 5 mm. Der Kronblattsaum ist sehr kurz. Der wellige Kelchrand hat vier kleine rundliche Lappen. Die verkehrt eiförmigen, häutigen Kronblätter sind ungefähr 2 mm lang. Die Staubgefäße sind zahlreich. Die Staubfäden in der Knospe sind 2 bis 3 mm lang. Die Staubbeutel haben einen Durchmesser von ungefähr 0,5 mm. 

## Status
Das als Isotyp gekennzeichnete Material stammt aus dem Dezember 1933. Der Holotypus wurde am 8. Januar 1934 in einem dichten Wald an den Rändern eines Sees östlich von Somosomo in einer Höhenlage zwischen 700 und 900 m gesammelt. Seitdem ist kein Exemplar mehr bekannt geworden. Die IUCN klassifiziert die Art in die Kategorie „vom Aussterben bedroht“ (critically endangered) und schätzt den Bestand auf weniger als 50 Exemplare.

## Systematik
Syzygium phaeophyllum wurde zunächst 1936 von Albert Charles Smith als Eugenia durifolia beschrieben. 1942 wurde die Art von Elmer Drew Merrill und Lily May Perry als Syzygium durifolium in die Gattung Syzygium gestellt. Da dieser Name bereits 1939 für die Art Syzygium hallieri aus Borneo vergeben wurde, verwendeten die Autoren Merrill und Perry im Jahr 1945 den neuen Namen Syzygium phaeophyllum.